# Hornera antarctica
Hornera antarctica is een mosdiertjessoort uit de familie van de Horneridae. De wetenschappelijke naam van de soort is voor het eerst geldig gepubliceerd in 1904 door Waters.